# Барбадосско-израильские отношения
Барбадосско-израильские отношения — двусторонние дипломатические отношения между Барбадосом и Израилем. Отношения были установлены 29 августа 1967 года.

## История отношений
Барбадос и Израиль установили дипломатические отношения 29 августа 1967 года, через год после того, как остров получил независимость от Великобритании.
Еврейская община на Барбадосе, хоть и небольшая, существует с 1654 года и является одной из старейших в Америке и старейшей в регионе Карибского бассейна. Различные мероприятия помогают поддерживать связь между еврейской общиной и Израилем.
Барбадос до апреля 2024 года не признавал палестинское государство и не имел двусторонних связей с ООП. Однако 19 апреля 2024 года министр иностранных дел Керри Симмондс объявил, что Кабинет Барбадоса рассмотрел предложение о признании Государства Палестина после встречи с палестинскими официальными лицами в сентябре 2023 года и впоследствии уведомил палестинское правительство о своем намерении официально признать Палестину. Таким образом, Барбадос стал 141-й страной, признавшей Палестину, и 11-й в Карибском сообществе.

## Торговля
В 2014 году объём торговли между двумя странами составил более 2 миллионов долларов США. Небольшое количество барбадосских специалистов ежегодно приезжают в Израиль для прохождения курсов повышения квалификации в таких областях, как образование, сельское хозяйство и здравоохранение.

## Дипломатические миссии
- У Барбадоса есть консульство в Тель-Авиве[5]
- У Израиля есть почётное консульство в Бриджтауне[6]